# Jeremy McWilliams
Jeremy McWilliams (Belfast, 4 april 1964) is een Noord-Iers motorcoureur.
McWilliams maakte in 1993 zijn debuut in de 500cc-klasse van het wereldkampioenschap wegrace op een Yamaha. Na enkele jaren zonder grote resultaten stapte hij in 1996 over naar een ROC Yamaha, maar nadat dit ook geen noemenswaardige resultaten opleverde, stapte hij in 1997 over naar de 250cc-klasse op een Honda. In 1998 stapte hij over naar een TSR-Honda en behaalde tijdens de Grand Prix van Duitsland zijn eerste podiumplaats. In 1999 behaalde hij op een Aprilia opnieuw een podiumplaats in de TT van Assen en behaalde in Australië zijn eerste pole position in een race waarin hij de finish niet wist te halen. In 2000 keerde hij terug in de 500cc, maar ondanks podiumplaatsen in Italië en Groot-Brittannië ging hij in 2001 weer terug naar de 250cc. Dat jaar behaalde hij tijdens de TT van Assen zijn enige Grand Prix-zege en stond ook in de Grand Prix van de Pacific op het podium, waardoor hij met een zesde plaats tevens zijn beste kampioenschapsresultaat ooit behaalde. Door deze successen keerde hij in 2002 terug in de MotoGP, de vervanger van de 500cc, op een Proton KR. Na twee seizoenen en een pole position in Australië in 2002, stapte hij in 2004 over naar een Aprilia, waarop hij zijn laatste volledige seizoen reed. In 2005 reed hij de Grand Prix van Tsjechië op een Proton KR als vervanger van Shane Byrne. In 2007 zou hij zijn fulltime terugkeer maken op een Ilmor, maar door een crash miste hij de eerste race in Qatar. Na dit raceweekend stopte het team echter en keerde niet meer terug, waardoor McWilliams en zijn teamgenoot Andrew Pitt zonder racezitje kwamen te zitten.
In 2012 nam McWilliams deel aan de North West 200 en eindigde als tweede in de Super-Twin race. In 2013 had hij een bijrol in de film Under the Skin, aangezien een rijder op wereldniveau genoodzaakt was, door de moeilijkheidsgraad van het met hoge snelheden in slechte weersomstandigheden rijden op een motor. In 2014 keerde hij nog een keer terug in het wereldkampioenschap in de Moto2 met een wildcard voor zijn thuisrace op een Taylor Made. Hierna werd hij te oud voor het kampioenschap en mocht niet meer meedoen.